# 攻勢作戦
攻勢作戦（こうせいさくせん、英: Offensive operations）は、敵を積極的に求め、一あるいは複数回にわたる攻撃を主とする作戦である。

## 概要
攻勢作戦は積極的・能動的・主体的に敵を求めて侵攻（Invasion）し、これを攻撃（Attack）で撃破（Defeat）・撃滅(Destroy)・無力化(Neutralize)しようとする軍事作戦である。攻勢作戦は戦略的または作戦的な目標を達成するより効率的な手段であり、敵の撃破はそれ自体が自己の保全という意味を持つ。攻勢作戦は防勢作戦に対照される概念であり、陸上作戦（Ground Operations）において用いられる。攻勢作戦は戦争の勝敗を決定的に左右し、戦略的な主導権を獲得しようとする彼我の戦勢を大きく変化させる。それゆえに攻勢作戦は軍事的勝利に不可欠であり、故にあらゆる防御・持久は攻勢転移のためにあると考えられている。

## 特性

### 意外
攻勢作戦の特性は時間的・空間的・手段的・心理的な意外性が付加されていることにある。これは防者は防御戦闘を準備する際に、攻者の攻撃がどのような時期・位置・規模・進路で行うのかを綿密に予測するからである。そのために攻勢作戦は作戦計画の立案の段階で防者の意外を突くものが求められる。意外性を伴う攻勢作戦が成立することによって、第一撃の奇襲によって得られる物的・心的な防者の戦闘力を効果的に減衰させることに成功し、またその後の戦闘で支配的な立場を取り続けることが可能となる。

### 集中
攻勢作戦では集中も重要な特性である。攻撃部隊は主攻と支攻に分かれて防者に対して包囲的・集中的な位置関係で攻撃を行うものである。何故なら攻撃の方向を集中的な配置にすることによって同時に防者のあらゆる側面を脅威し、一部の防御部隊を撃退させることが出来た場合は速やかに隣接する地域における防者の側面や背後を脅威し、攻者の戦果を他方面の戦闘に貢献させることが出来るからである。

### 速度
ここでの速度とは軍事行動の速度平均を言う。攻勢作戦において速度は戦闘の主導権を維持・統制する中心的な要素である。速度は攻者の連携的な行動にとって重要な要素であり、接敵してからの攻撃でも防者に第一撃の攻撃の損害を回復する時間的・手段的な猶予を一切与えることなく攻め続けることが出来る攻勢作戦はより成功しやすい。